# Bounlap Khenkitisack
Bounlap Khenkitisack (ur. 18 czerwca 1966) – laotański piłkarz, grający na pozycji napastnika, trener piłkarski.

## Kariera piłkarska

### Kariera klubowa
Występował w Yotha F.C. z Wientianu.

## Kariera trenerska
Po zakończeniu kariery piłkarskiej rozpoczął karierę szkoleniową. Od października 2004 do roku 2005 oraz od stycznia do lutego 2011 prowadził narodową reprezentację Laosu.